# ルイス・ズースマン

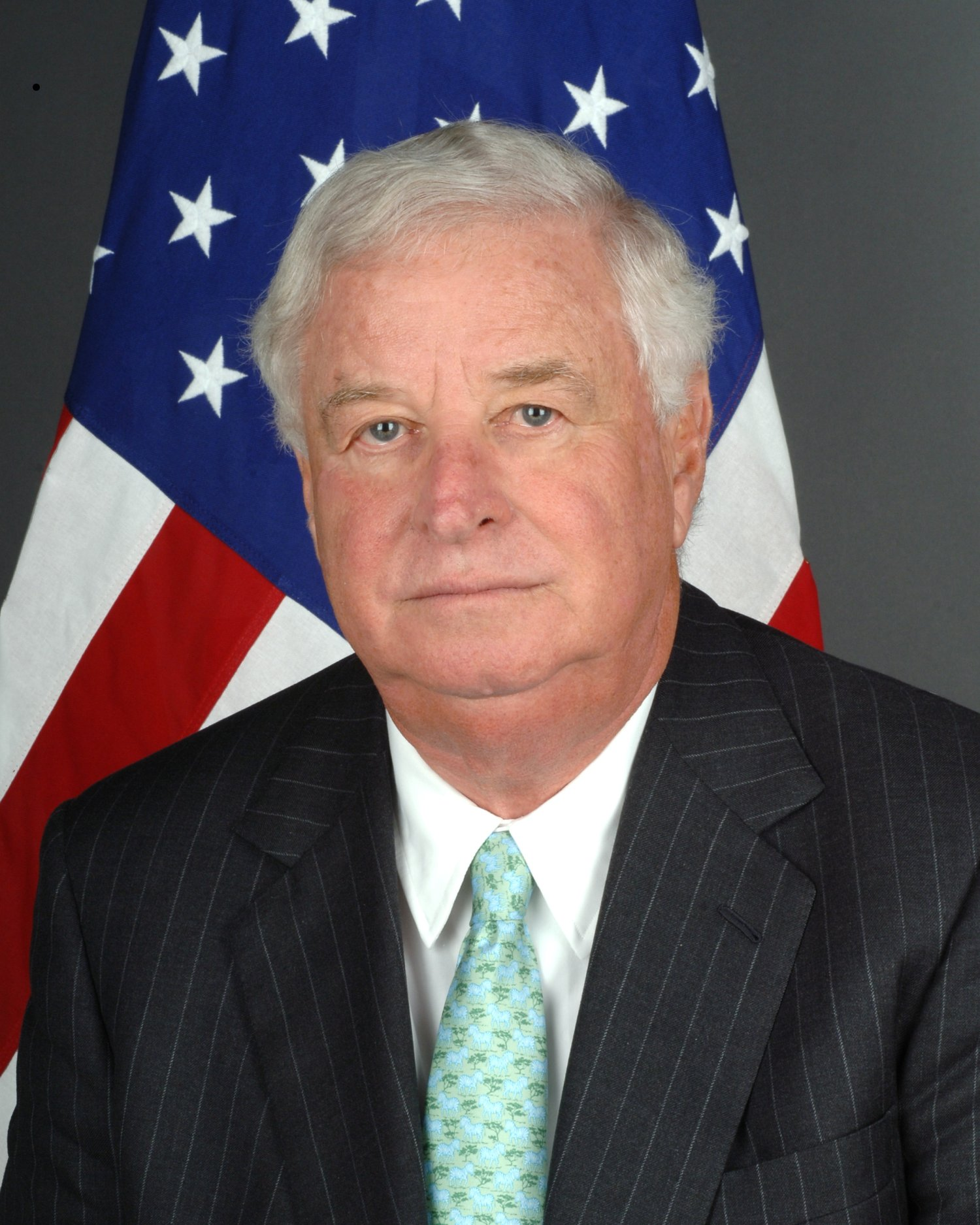
ルイス・ズースマン

ルイス・B・ズースマン（Louis B. Susman, 1937年11月19日 - ）は、アメリカ合衆国の法律家、実業家、外交官である。

## 生涯

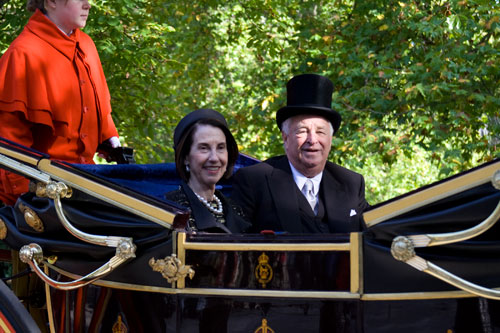
2009年10月13日、信任状を捧呈しバッキンガム宮殿から戻るズースマン夫妻

アパレル会社のオーナーの息子として出生。1959年にミシガン大学文学部卒、1962年にセントルイス・ワシントン大学ロー・スクールで法学修士修了。1962年からミズーリ州セイント・ルイスで弁護士業を営んでいたが、1989年に投資銀行「ソロモン・ブラザーズ」に移った。1998年に同社がシティグループの傘下に入った後も重用されたが、2009年に引退した。引退時の役職は、シティグループ・グローバル・マーケッツ社の副会長であった。
1972年から1982年まで民主党全国委員会に在籍するなど、長年民主党を支持しており、同党の候補（オバマを含む）の選挙資金を調達してきた。この集金力のために、「掃除機 (Vacuum Cleaner)」「大集金人 (Big Bundler)」の異名をとった。
バラク・オバマ大統領によって在イギリスアメリカ合衆国大使に指名され、2009年7月10日に上院によって承認された。これについて、「大統領選における資金協力の見返りになされた論功行賞人事である」と報道された。2009年10月13日、バッキンガム宮殿にてイギリス女王エリザベス2世に信任状を捧呈した。
2013年、退任。